# Orepukia egmontensis
Orepukia egmontensis – gatunek pająka z rodziny Cycloctenidae.

## Taksonomia
Gatunek ten opisany został po raz pierwszy w 1973 roku przez Raymonda Roberta Forstera i Cecila Louisa Wiltona w czwartej części monografii poświęconej pająkom Nowej Zelandii. Jako miejsce typowe wskazano stoki Egmontu powyżej Startford House.

## Morfologia
Holotypowa samica ma karapaks długości 2,5 mm i szerokości 1,6 mm oraz opistosomę (odwłok) 2,8 mm i szerokości 1,9 mm. Karapaks ma w ubarwieniu wyraźny wzór, na który składa się jasna, wąska przepaska, wychodząca spomiędzy oczu pary tylno-środkowej i ciągnąca się do jamki środkowej. Ośmioro oczu rozmieszczonych jest w dwóch rzędach, z których przedni jest prosty. Szczękoczułki ustawione są pionowo i mają po 2 zęby na krawędziach tylnych oraz po 2 większe i grupkę małych ząbków na krawędziach przednich bruzd. Odnóża są obrączkowane. Kolejność par odnóży od najdłuższej do najkrótszej to: IV, I, II, III. Pazurki górne mają 9 ząbków, zaś pazurki dolne 3 ząbki. Opistosoma ma rozjaśnienia w częściach przednio-bocznych, a na środku grzbietu dwie pary ukośnych przepasek i dwa szewrony za nimi. Zaopatrzona jest znacznie szerszy niż długi stożeczek z włoskami rozmieszczonymi w dwóch łatkach.

## Występowanie
Gatunek ten jest endemitem Nowej Zelandii, znanym tylko z miejsca typowego w regionie Taranaki na Wyspie Północnej.